# Diminuendo

Crescendo і наступне diminuendo
Романс g-moll Мендельсона.

Diminuendo (читається димінуе́ндо) — музичний термін, що означає поступове зменшення сили звуку . В нотах позначається знаком «>», або скорочено dim.